# История почты и почтовых марок Аитутаки
История почты и почтовых марок Аитутаки охватывает развитие почтовой службы и выпуск почтовых марок на Аитутаки — одном из атоллов в составе Островов Кука, являющихся самоуправляемым государственным образованием в содружестве с Новой Зеландией.

## Выпуски почтовых марок

### Первые марки
В 1892—1903 годах на Аитутаки использовались почтовые марки Островов Кука.
До 1903 года на острове не было почтового отделения, пока Новая Зеландия не взяла контроль над его территорией в 1901 году. В 1903 году Новая Зеландия сделала на своих марках надпечатку текста «AITUTAKI.» («АИТУТАКИ.») и обозначения номинала на местном диалекте.
Семь из восьми марок выпуска вышли в почтовое обращение в Окленде 12 июня 1903 года и на Аитутаки 29 июня. Восьмая марка номиналом в 2½ пенса появилась в обращении позже, 9 ноября 1903 года.
В период с 1911 до 1920 года эпизодически издавались аналогичные серии с надпечатками.

### Последующие эмиссии
В 1920 году Новая Зеландия осуществила омнибусный выпуск для ряда Островов Кука, на каждой марке было указано название острова. Такая же идея лежала в основе серии из трёх марок, вышедшей в 1924—1927 годов.
15 марта 1932 года выпуски Аитутаки снова сменили марки Островов Кука, и так продолжалось в течение сорока лет.
| Почтовые марки из омнибусного выпуска 1920 года | Почтовые марки из омнибусного выпуска 1920 года |
| ----------------------------------------------- | ----------------------------------------------- |
|                                                 |                                                 |
| 1 пенни (Sc #29)                                | 3 пенса (Sc #31)                                |

### Самостоятельная почта
В 1972 году на Аитутаки была учреждена самостоятельная почтовая служба, и с тех пор там издаются собственные почтовые марки.
Почтовые марки Аитутаки в основном печатаются полиграфической компанией «Эраклио Фурнье» (исп. Naipes Heraclio Fournier) в Испании. Почтовые выпуски прежде всего предназначены для продажи коллекционерам. При этом Аитутаки является также клиентом Межгосударственной филателистической корпорации, которая известна производством подобного рода продукции, имеющей спекулятивный характер.
Помимо стандартных почтовых марок, островом эмитируются следующие виды марок:
- рождественские — с 11 декабря 1972 года,
- коммеморативные — с 14 мая 1973 года,
- авиапочтовые — 9 сентября 1974 года,
- почтово-благотворительные — со 2 декабря 1974 по 19 ноября 1998 года,
- служебные — с 11 марта 1978 по 2 июля 1991 года.

Первый почтовый блок вышел в свет 14 ноября 1973 года по случаю свадьбы принцессы Анны и капитана Марка Филлипса.

## Каталогизация
Почтовые марки Аитутаки включены в ведущие мировые каталоги марок. Например, в американском каталоге «Скотт» описание почтовых эмиссий Аитутаки дано в 1-м томе.